# Charlie Quaterman
Charlie Quarterman (Oxford, 6 de setembro de 1998) é um ciclista britânico, membro da equipa Trek-Segafredo.

## Carreira
Na temporada de 2017 fez parte da equipa luxemburguêsa Leopard Pro Cycling.
Em 2019 venceu no Campeonato do Reino Unido Contrarrelógio sub-23.
Em agosto de 2019, Quarterman uniu-se à equipa Trek-Segafredo, de categoria UCI WorldTeam, como stagiaire (aprendiz) para a segunda metade da temporada, antes de fazer parte da equipa para a temporada de 2020 de forma plena.

## Palmarés
2019
- Campeonato do Reino Unido Contrarrelógio sub-23

## Equipas
- Leopard Pro Cycling (2017-2018)
- Trek-Segafredo (08.2019-2020)
  - Trek-Segafredo (stagiaire) (08.2019-12.2019)
  - Trek-Segafredo (2020-)